# Kielnarowa
Kielnarowa ist eine Ortschaft mit einem Schulzenamt der Gemeinde Tyczyn im Powiat Rzeszowski der Woiwodschaft Karpatenvorland in Polen.

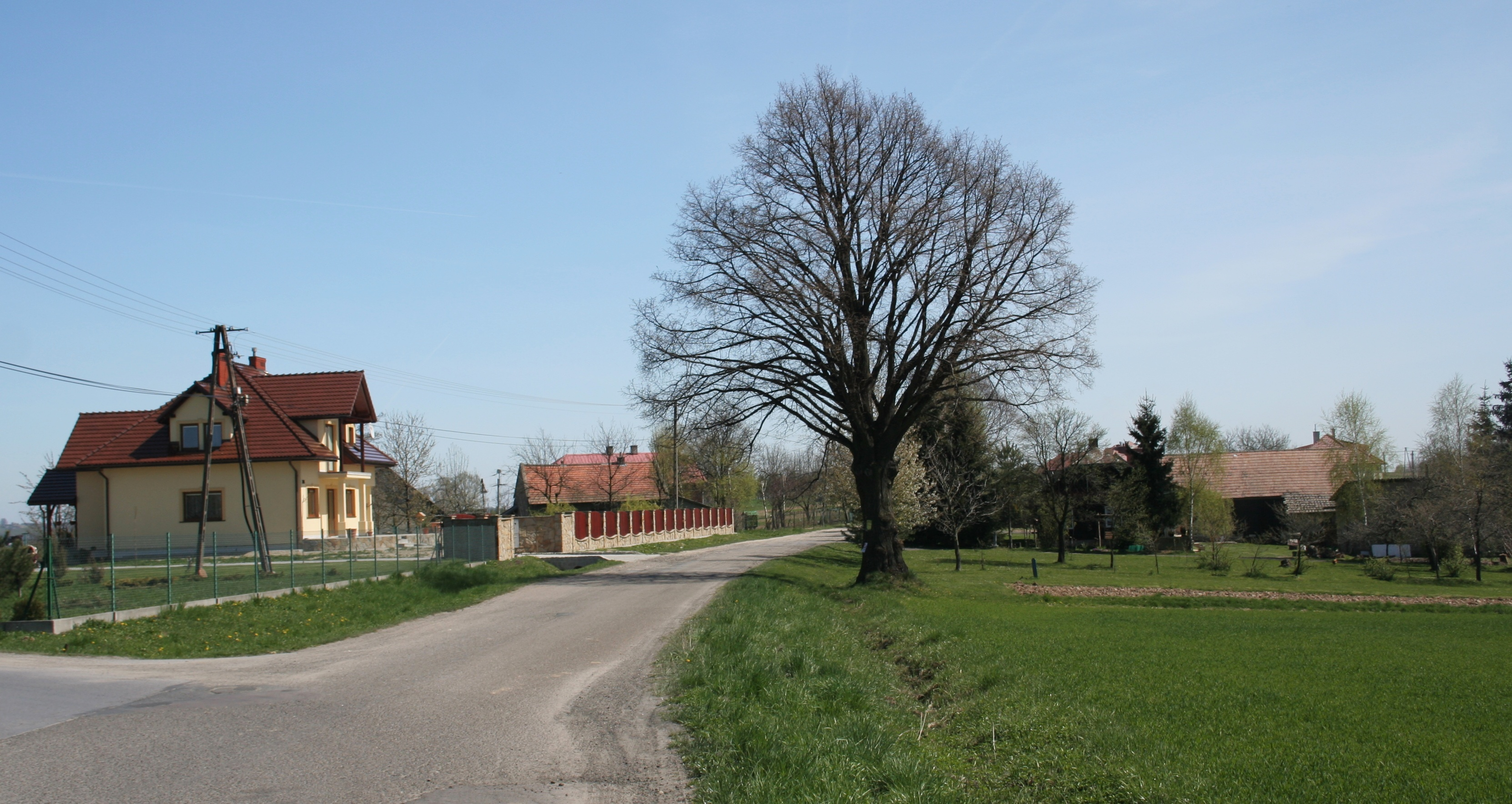
Eine Straße im Dorf

## Geographie
Der Ort liegt im Dynów-Gebirge am rechten Ufer des Flusses Strug, unmittelbar nordöstlich der Stadt Tyczyn.

## Geschichte
Im Jahr 1450 wurde an diesem Ort eine Vorstadt (Suburbium) von Tyczyn im Besitz von Jan von Pilcza in einer Urkunde vom Wenzel von Oppeln erwähnt, dann 1478 als Suburbium Kyelnarowa und 1515 als das Dorf Kyellarowa im Przemyśler Land der Woiwodschaft Ruthenien. Der besitzanzeigende Name ist vom Personennamen Kielnar (Kiellar = deutsch: Keller) mit dem slawischen Suffix -owa abgeleitet. Auch der Name einer anderen Vorstadt von Tyczyn (Hermanowa) wurde von einem deutschen Personennamen abgeleitet, jedoch hinterließ die vermutlich deutsche Ansiedlung außerdem keine Spuren in der Umgebung der Stadt, wie zum Beispiel keine Überlieferungen über Benutzung der Sprache oder Ortsnamen und Nachnamen deutscher Herkunft (siehe auch Walddeutsche).
1554 wurden zwei Ortschaften Kielnarowa Nova et Antiqua einmalig unterschieden.
Bei der Ersten Teilung Polens kam Kielnarowa 1772 zum neuen Königreich Galizien und Lodomerien des habsburgischen Kaiserreichs (ab 1804). Nach der Aufhebung der Patrimonialherrschaften bildete es ab 1850 eine Gemeinde im Bezirk Rzeszów.
1918, nach dem Ende des Ersten Weltkriegs und dem Zusammenbruch der k.u.k. Monarchie, kam der Ort zu Polen. Unterbrochen wurde dies nur durch die Besetzung Polens durch die Wehrmacht im Zweiten Weltkrieg.
Von 1975 bis 1998 gehörte Kielnarowa zur Woiwodschaft Rzeszów.